# 1920 en dadaïsme et surréalisme
Pour l'année, voir 1920.
 Chronologie de dada et du surréalisme 
- 1916
- 1917
- 1918
- 1919
- 1920
- 1921
- 1922
- 1923
- 1924

Cet article présente les faits marquants de l'année 1920 en dadaïsme et surréalisme.

## Éphémérides

### Janvier
- 5 janvier
Lettre d'André Breton à Francis Picabia : « Il y a un mot que je prononce souvent ainsi que Tzara : celui de démoralisation. C'est à cette démoralisation que nous nous appliquons Soupault et moi dans Littérature. Je sais que jusqu'à un certain point cela est puéril... »[1].
- 10 janvier
René Hilsum installe les éditions Au sans pareil dans une librairie au 37 de l'avenue Kléber, Paris (16e arrondissement). Les dadaïstes en font leur second lieu de rendez-vous quotidien avec le café Certà, passage de l'Opéra[2].

- 17 janvier
Tristan Tzara arrive à Paris et se présente chez Germaine Everling. Quelques heures plus tard, Louis Aragon, Breton, Paul Eluard et Philippe Soupault viennent à sa rencontre[3].

- 23 janvier
La rencontre chez Picabia de Tzara déçoit Breton cependant Tzara est invité à participer au premier Vendredi de Littérature prévu le jour même au Palais des Fêtes, 23 rue Saint-Martin (Paris 3e). Le spectacle est divisé en deux parties séparées par un intermède musical et des présentations de tableaux. Il débute par une allocution d'André Salmon, intitulée La Crise du change sur le renversement des valeurs littéraires depuis le symbolisme[4]. Le public, calme jusque-là sinon indifférent, commence à s'agiter quand on lui présente un tableau de Picabia Le Double Monde : un carton clair sur lequel sont peintes au ripolin des lignes noires enchevêtrées. Ce carton est recouvert des inscriptions « Haut » en bas, « Bas » en haut, « Fragile », etc. et d'une série de cinq grandes lettres rouge de haut en bas : L.H.O.O.Q. Le tumulte redouble quand arrive sur la scène un tableau noir sur lequel il n'y a que quelques traits à la craie et le jeu de mots, en forme de titre : Riz au nez. Quelques instants après Breton effaçe le tableau d'un coup d'éponge conformément aux prescriptions de Picabia[5]
- Eluard, Les Animaux et leurs hommes, les hommes et leurs animaux, recueil de poèmes avec cinq dessins d'André Lhote édités Au Sans Pareil[6].

- On recommande à Breton, une personne qui doit bientôt venir à Paris, s'y fixer et « qui voudrait se lancer dans la littérature. » « Quelques jours plus tard, Benjamin Péret arrive. »[7]

- Parution du premier numéro de la revue Proverbe : « feuille mensuelle pour la justification des mots », créée par Eluard[8]. Soupault caractérise les collaborateurs de la revue : Aragon, La Canule de verre, Jean Arp, Rides propres, Breton, Verre d'eau dans la tempête, Eluard, La Nourrice des étoiles, Théodore Fraenkel, Le Grand serpent de terre, Péret, Le Mandarin citron, Georges Ribemont-Dessaignes, L'Homme à vapeur, Jacques Rigaut, L'Assiette creuse, lui-même, La Pissotière à musique, Tzara, L'Homme à tête de perle[9].

- Rencontre René Magritte / E. L. T. Mesens[10].

- Johannes Baader, Raoul Hausmann et Richard Huelsenbeck organisent une tournée Dada de six semaines dans l'est de l'Allemagne et en Tchécoslovaquie. Le programme, très varié et changeant, présente, notamment, le Dada-Trot : « parodie vraiment splendide de ces danses de société exotiques-érotiques modernes qui nous ont envahis comme la peste »[11].

### Février
- 5 février
Deuxième manifestation Dada au Salon des Indépendants (au Grand Palais des Champs-Élysées). Le programme ayant annoncé la participation de Charlie Chaplin pour une conférence sur le mouvement Dada, le public est venu nombreux. 38 conférenciers se relaient pour la lecture de manifestes : « Plus de peintres, plus de littérateurs, plus de musiciens […] plus d'armées, plus de police, plus de patries, enfin assez de toutes ces imbécillités, plus rien, plus rien, rien, rien, RIEN, RIEN, RIEN. »[12]

- 7 février
Au Club du Faubourg (association ouvrière sise à Paris 17e), André Breton lit le Manifeste Dada 1918 de Tristan Tzara dans une ambiance houleuse[13]. Le public constitué de travailleurs et de syndicalistes parisiens, déchiré entre anarchistes et socialistes, retrouve son unité dans son rejet du manifeste[14].

- 19 février
Manifestation à l'Université populaire du faubourg Saint-Antoine. Ne suscite qu'un tiède étonnement[15].

- 21 février
Une réunion a lieu dans le but d'organiser, au cours de la deuxième exposition cubiste dite de la Section d'or, trois auditions poétiques. Par l'intermédiaire de Paul Dermée et Francis Picabia, Dada avait été invité à participer à cette manifestation organisée par Albert Gleizes, Léopold Survage et Alexandre Archipenko. Paul Eluard demande qu'une des trois soirées poétiques soit réservée à Dada, ce qui est accepté dans un premier temps[16].

- 25 février
Gleizes convoque une réunion à la suite des remous provoqués par l'annonce de la participation de Dada à l'exposition de la Section d'or. Sont présentés les dadaïstes Tzara, Breton, Philippe Soupault, Céline Arnauld, Picabia et Georges Ribemont-Dessaignes. Leur exclusion est décidée à la majorité ce qui consomme la rupture avec le cubisme[17].

- 28 février
Conférence contradictoire sur Dada à l'université populaire avec la participation de Breton, Paul Dermée, Eluard, Théodore Fraenkel, Ribemont-Dessaignes, Soupault et Tzara : « [...] on sait qu'il y a 391 présidents du Mouvement Dada, et que tout le monde peut le devenir très facilement. »[18]

- Picabia, Unique eunuque avec un portrait de l'auteur par lui-même et une préface de Tzara, édité Au Sans Pareil[19].

- À Paris, parution du premier numéro de la revue Proverbe (Feuille mensuelle) créée par Eluard[20].

- Parution du premier numéro de la revue Z créée par Dermée[21].

- Richard Huelsenbeck, Phantastische Gebete (Prières fanastiques), seconde édition par Malik à Berlin avec des caricatures de George Grosz[22]

### Mars
- 5 mars
 Grand Bal dada à Genève sous l'impulsion de Walter Serner. Le programme annonce « des compositions musicales pour xylophones à coulisses, tambours à cordes, pianos avec ou sans queues mais dépourvus de touches, un duo des amours de l'ornithorynque et de la feuille fédérale, un ballet de trios sardines à plumes, une Rêverie du brontosaure délaissé »[23].
- 8 mars
Erik Satie, Musique d'ameublement, exécutée en public à la galerie Barbazanges : « Une musique que l'on se doit de jouer pour qu'on ne l'écoute pas. »[24]
- 21 mars
André Breton décide d'abandonner ses études de médecine. Ses parents, informés par ailleurs des manifestations et des scandales de Dada, menacent de lui couper les vivres s'il persiste dans ses activités « déshonorantes ». Par souci d'apaisement, il accepte un emploi de coursier à la La Nouvelle Revue française (NRF). Il est également chargé de lire à haute voix à Marcel Proust les épreuves du Côté de Guermantes à raison de 50 francs par séance[13].

- 20 mars
Dans la revue Dadaphone, Francis Picabia publie le Manifeste Canibale : « Dada lui ne sent rien, il n'est rien,rien, rien. / Il est comme vos espoirs : rien / comme vos paradis : rien / comme vos idoles : rien / comme vos héros : rien / comme vos artistes : rien / comme vos religions : rien... »[25].

- 27 mars
Soirée Dada à la Maison de l'Œuvre, rue de Clichy. Breton accueille le public en portant, comme un homme-sandwich, une affiche signée Francis Picabia sur laquelle on peut lire : « Pour que vous aimiez quelque chose il faut que vous l'ayez vu et entendu depuis longtemps tas d'idiots »[26].
Représentation de[27] : 
  - Le Ventriloque désaccordé, parade en un acte de Paul Dermée,
  - Le Serin muet, pièce en un acte de Georges Ribemont-Dessaignes,
  - S'il vous plaît, pièce écrite par Breton et Philippe Soupault, interprétée par Paul Eluard et Gala,
  - La Première aventure céleste de Monsieur Antipyrine de Tristan Tzara jouée dans un décor transparent de Picabia dressé devant les acteurs[28],
  - Le Pas de la chicorée frisée pour piano, musique composée par Ribemont-Dessaignes et interprétée par Marguerite Buffet[29],
  - Manifeste cannibale de Picabia lu par Breton[30].

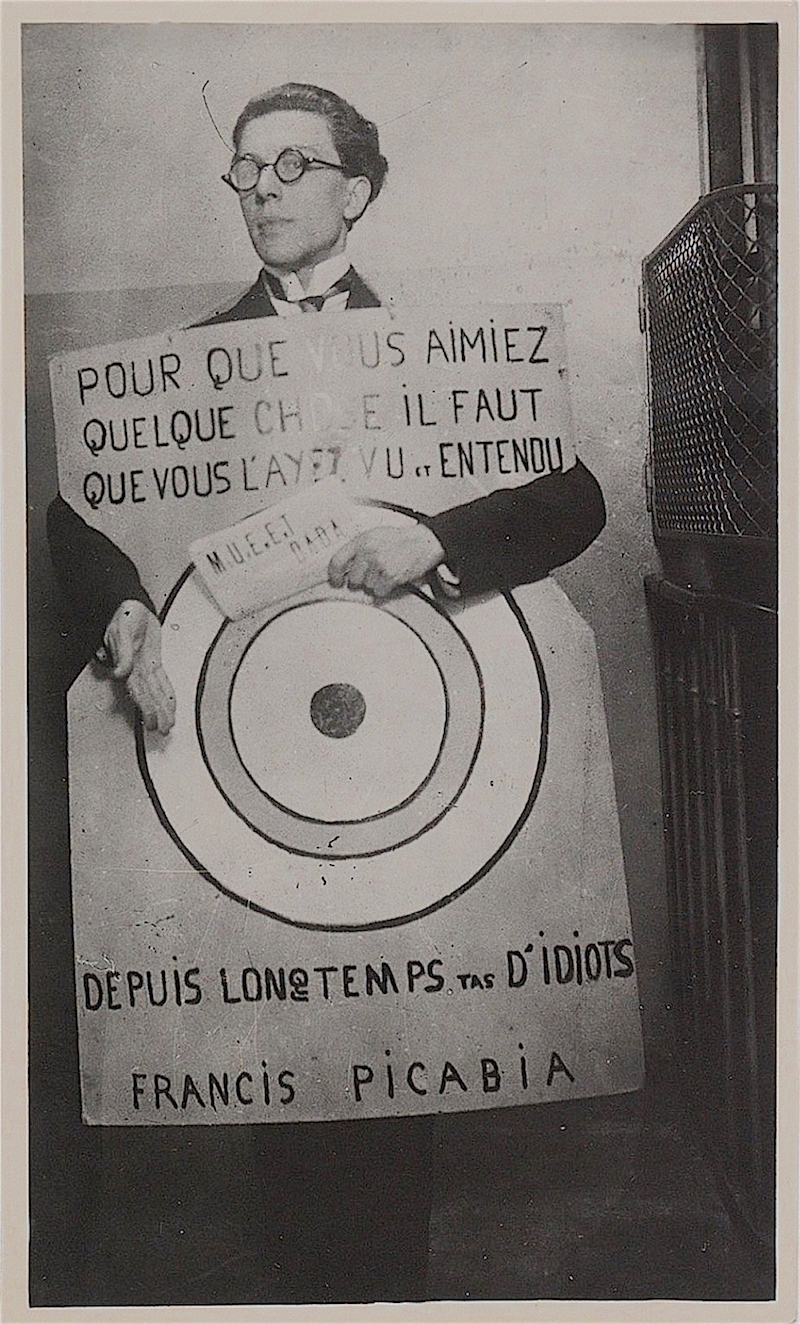
André Breton au festival Dada de Paris

- Céline Arnauld, Poèmes à clair-voies, édition L'Esprit nouveau[31].

### Avril
- 16 avril
Exposition Francis Picabia à la librairie du Sans Pareil[32].

- 25 avril
Parution du premier numéro de la revue Cannibale créée par Picabia et codirigée avec Georges Ribemont-Dessaignes[33].

- Louis Aragon, Suicide : « A b c d e f g h i j k l m n o p q r s t u v w x y z »[34]

- Antonin Artaud est confié par sa famille aux bons soins du docteur Édouard Toulouse, psychiatre reconnu et directeur de l'asile de Villejuif. Celui-ci l'accueille et le nomme co-secrétaire de rédaction de sa revue culturelle Demain. Artaud y publie des comptes rendus de livres, de salons et de spectacles et aussi des poèmes[35].

- Georgina Dubreuil quitte André Breton après avoir brûlé des livres dédicacés par Guillaume Apollinaire et des dessins d'André Derain, Marie Laurencin, Amedeo Modigliani et Jacques Vaché[36].

- Publication à Cologne, de la revue Dada Die Schammade créée par Max Ernst et Johannes Baargeld : 32 pages de papier vert ou rose pâle, format 25,5 × 32,5 cm, impression à l'encre rouge[37].

- Picabia, La Sainte-Vierge, encre sur papier, publié dans la revue Les Hommes du jour[38].

- À Anvers, parution du premier numéro de la revue « mensuelle d'art et de critique » Ça Ira créée par Clément Pansaers[39].

### Mai
- 21 mai
Parution du premier numéro de la revue Projecteur aux éditions du Sans Pareil, au format horizontal de 23 × 10 cm, et entièrement écrit par Céline Arnauld : « Projecteur est une lanterne pour aveugles. Il ne marchande pas ses lumières, elles sont gratuites. Projecteur se moque de tout : argent, gloire et réclame - il inonde de soleil ceux qui vivent dans le froid, dans l'obscurité et dans l'ennui. D'ailleurs, la lumière est aussi produite par une pullulation madréporique dans les espaces célestes. »[40]

- 26 mai
Festival Dada salle Gaveau, à Paris[30],[41].
Parmi dix-neuf interventions[42] :
  - Festival manifeste presbyte et Le Rastaquouère de Francis Picabia lu par André Breton,
  - La Deuxième aventure de monsieur Aa l'antipyrine par Tristan Tzara,
  - Vous m'oublierez, pièce écrite et jouée par Breton et Philippe Soupault. Témoignage de Simone Breton à sa cousine Denise Lévy : « Comme choses intéressantes, je suis allée à une séance Dada, assez ratée à l'aveu même des pires dadaïstes, avec scandale, pommes cuites et vociférations. »[43],
  - Vaseline symphonie, chœur de vingt voix[44].

- 28 mai
Exposition Georges Ribemont-Dessaignes à la librairie Au Sans Pareil intitulée Cours d'élevage de cigarettes micro-cardiaques et d'alpinisme électrique[45].

- 30 mai
Breton & Soupault, Les Champs magnétiques, recueil édité Au Sans Pareil[46]. Accueil favorable de la critique dont André Malraux dans Action : « Ce livre créé un poncif au point que c'est lui que citeront les critiques de 1970 lorsqu'il sera question de l'état d'esprit des artistes de 1920. »[47]

- Clément Pansaers, Pan-pan au cul du nu nègre avec une gravure de l'auteur, éditeur Alde à Bruxelles. Le recueil est entouré d'une bande reprenant un commentaire d'Breton : « Depuis longtemps, je n'avais été à pareille fête »[48].

- Publication des 23 Manifestes Dada dans Littérature[45]

### Juin
- 5 juin

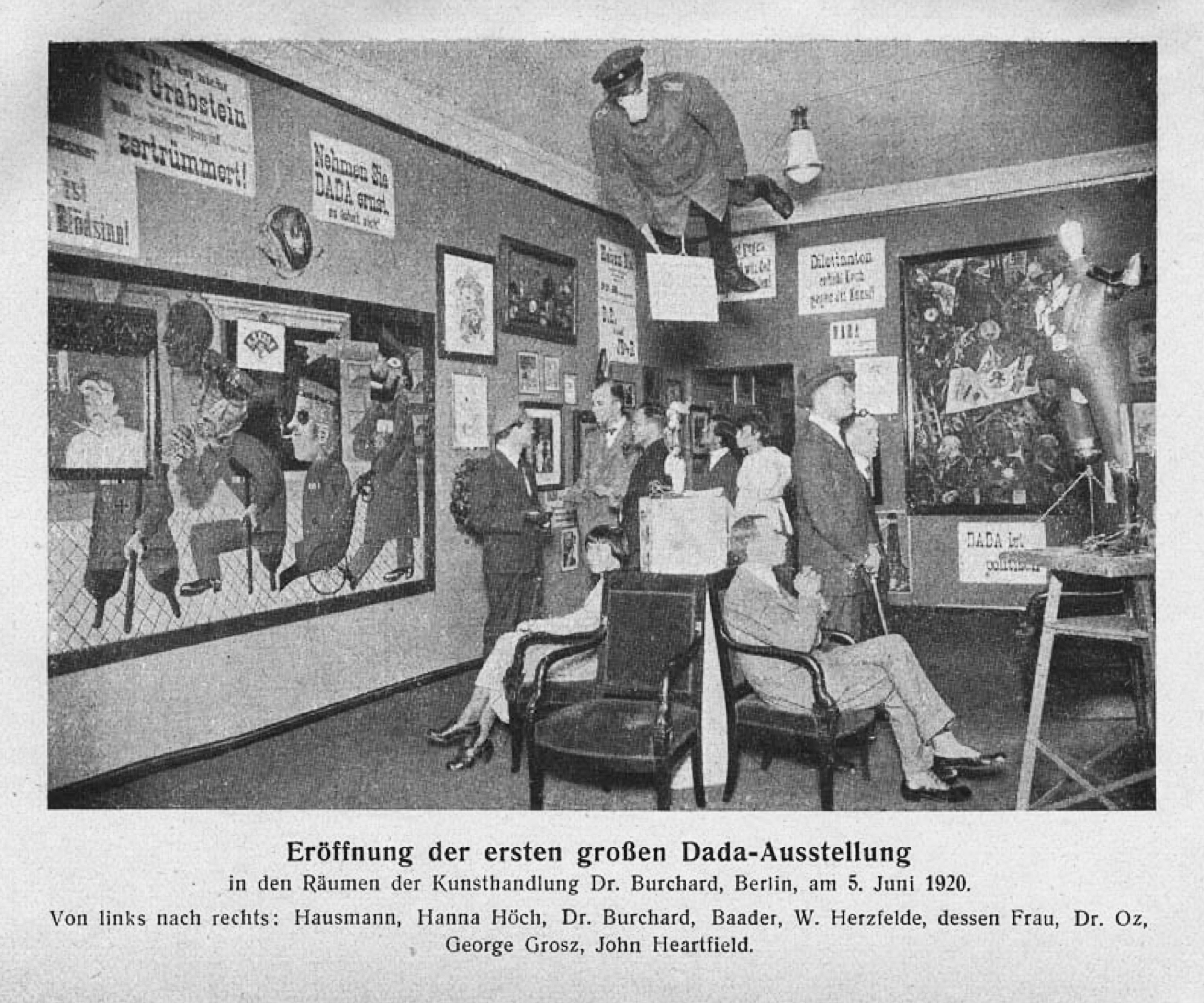
Inauguration de la foire Dada
L’Archange prussien est accroché au plafond
De gauche à droite : Raoul Hausmann, Hannah Höch, Otto Burchard, Johannes Baader, Wieland Herzfelde, Margarete Herzfelde, le « Dr Oz » (Otto Schmalhausen), George Grosz, John Heartfield

Inauguration de la Première foire internationale Dada à Berlin organisée par le Maréchal de la Propagande Dada Grosz, le Dadasophe Raoul Hausmann et le Monteur-Dada John Heartfield[49]. Quelques Dadaïstes sont poursuivis pour provocations[50].
Œuvre présentée :
  - Johannes Baader, Grandeur et décadence de l'Allemagne, assemblage[51],
  - &, Grand-Plasto-Dio-Dada-Drama, architecture monumentale Dada en cinq étages, trois jardins, un tunnel, deux ascenseur et une fermeture en forme de cylindre. L'œuvre est détruite par son auteur à la fin de l'exposition[52],
  - Hausmann, L'Esprit de notre temps, objet composite[53].

- La NRF publie un article d'André Breton sur les Chants de Maldoror de Lautréamont à l'occasion d'une réédition : « La vie humaine ne serait pas cette déception pour certains si nous ne nous sentions constamment en puissance d'accomplir des actes au-dessus de nos forces. On sait maintenant que la poésie doit mener quelque part. »[réf. nécessaire]

- Antonin Artaud rencontre Lugné-Poe, directeur du Théâtre de l'Œuvre, qui l'engage comme « homme à tout faire »[54].

- À la fin du mois, au jardin du Luxembourg, Théodore Fraenkel présente Simone Kahn à Breton : « Apparaissait une personnalité de poète très spéciale, éprise de rare et d'impossible, juste ce qu'il faut de déséquilibre, soutenu par une intelligence précise même dans l'inconscient, pénétrante avec une originalité absolue que n'a pas compromise une belle culture littéraire, philosophique et scientifique », lettre de Simone à Denise Lévy du 31 juillet 1920[55].

- Tristan Tzara, Cinéma calendrier du cœur abstrait / maisons, recueil de poèmes illustré de bois de Jean Arp et édités Au Sans Pareil[56].

### Juillet
- 14 juillet
André Breton rencontre Jacques Rigaut chez Simone Kahn[57].

- À la fin du mois, à cause de quelques problèmes de santé, Breton part se reposer chez ses parents. Lettre à Jacques Rivière : « Je procède à une révision complète de mes idées qui pourra me conduire plus près de vous que je n'ai été encore » et à Picabia : « Vous savez mieux que quiconque combien je m'ennuyais à la NRF. Je finissais par lasser mes amis et vous-même de mes façons d'agir : cela ne pouvait plus durer. En dépit des assurances que je vous donnais de temps à autre, vous preniez de jour en jour plus mauvaise opinion de moi. »[58]

### Août
- 1er août
Dans la NRF, André Breton répond à André Gide (« Le jour où le mot Dada fut trouvé, il ne resta plus rien à faire. Ces deux syllabes avaient atteint le but d'inanité sonore, un insignifiant absolu. ») : « Il m'est impossible de concevoir une joie de l'esprit autrement que comme un appel d'air. Comment pourrait-il se trouver à l'aise dans les limites où l'enferment presque tous les livres, presque tous les événements ? »[59]
- 1er août
Jacques Rivière, Reconnaissance à Dada, texte publié dans la NRF : « Délibéremment - c'est là leur véritable hardiesse, leur coup de génie - les Dadas sortent de l'art, débouchent dans une région indéfinissable, dont tout ce qu'on peut dire, c'est qu'y cesse la qualité esthétique [...] Le langage pour les Dadas n'est plus un moyen : il est un être. Le scepticisme en matière de syntaxe se double ici d'une sorte de mysticisme. Même quand ils n'osent pas franchement l'avouer, les Dadas continuent de tendre à ce surréalisme qui fut l'ambition d'Apollinaire. »[60]
- Lettre de Breton à Simone Kahn : « Vous savez comment les Poésies de Ducasse ont été faites : il retournait un proverbe, une pensée […] La Rochefoucauld : « L'amour de la justice n'est en la plupart des hommes que la crainte de souffrir l'injustice. » - Ducasse : « que le courage de souffrir l'injustice. » […] Voyez-vous l'intérêt profond de cette contradiction : c'est par elle, hélas, que Ducasse atteint à cette espèce de vérité angélique. Moi qui, Dieu merci, ne suis pas un littérateur, j'approuve entièrement la méthode du livre. Les Poésies d'Isidore Ducasse, ou le Paradis terrestre. »[61]
- Breton refuse d'écrire la préface de Jésus Christ Rastaquouère de Francis Picabia : « […] pour ne pas avoir à me replacer dans une attitude qui a été la mienne et qui, en définitive, ne l'est plus […] Je ne suis même plus sûr que le dadaïsme ait gain de cause, à chaque instant je m'aperçois que je le réforme en moi. »[62]

### Septembre
- 11 septembre
Séjour à Sarreguemines d'André Breton et Simone Kahn. Il fait la connaissance de Denise Lévy, la cousine de Simone[63].

- Paul Eluard, Pour vivre ici, onze haïkaï, publié par la NRF[64].

- La police berlinoise et les militaires saisissent et détruisent tous les exemplaires du dernier port-folio de George Grosz intitulé Gott mit uns (Dieu soit avec nous)[65].

### Octobre
- 19 octobre
Réunion à Paris des dadaïstes sous l’égide de la revue Littérature. Jacques Rigaut, invité par André Breton, y participe aux côtés de Louis Aragon, Pierre Drieu La Rochelle et René Hilsum. Le comité de rédaction se prononce « pour une totale liberté d'expression » et demande à ne pas se « tenir à l'écart les questions sexuelles. »[66].

- À Berlin, publication de l'Almanach Dada édité par Richard Huelsenbeck, surnommé WeltDada (Dada du monde) : cet ouvrage contient la Chronique zurichoise 1915-1919 de Tristan Tzara[67].

- À Saint-Raphaël (Var), le poète Christian ouvre la librairie Au bel exemplaire dépositaire des ouvrages d'André Breton, Francis Picabia et Tristan Tzara[68].

### Novembre
- À Londres, parution d'un numéro spécial consacré à Dada de la revue The Chapbook avec des textes de Louis Aragon, André Breton, Paul Eluard, Francis Picabia et Tristan Tzara et des illustations de Hans Arp et Tzara[69].

### Décembre
- 9 décembre
À l'occasion du vernissage d'une exposition de Francis Picabia à la galerie du libraire russe Jacques Povolozky, Tzara lit son Manifeste sur l'amour faible et l'amour amer[70] : « L'orgueil est l'étoile qui bâille et pénètre par les yeux et par la bouche, elle s'appuie, s'enfonce sur son sein est écrit : tu crèveras. C'est son seul remède. Qui croit encore aux médecins ? »[71] La lecture est perturbée par un orchestre de jazz invité par Jean Cocteau[72].

- 20 décembre
Dans un courrier adressé à Tzara, le poète Clément Pansaers annonce son adhésion au mouvement Dada[73].

- André Breton est présenté au couturier Jacques Doucet, bibliophile et amateur d'art moderne, qui lui commande des lettres sur la littérature et la peinture ainsi que des conseils d'achat d'œuvres d'art, pour une rémunération de 500 F par mois[74].

## Cette année-là
- Louis Aragon signe un contrat avec la NRF pour la publication prochaine de Anicet[75].
Avec André Breton, ils projettent d'adhérer au parti socialiste mais ils sont découragés par l'accueil glacial qui leur est réservé[76].

- Jean Arp, Max Ernst et Johannes Baargeld fondent le mouvement Dada de Cologne et organisent une exposition[77]. Un collage de Max Ernst contenant une reproduction de Adam et Ève d'Albrecht Dürer jugée pornographique est censurée par les autorités de la ville et l'exposition est fermée par la police[78].

- Le peintre Paul Citroen et le photographe Erwin Blumenfeld créent la Centrale Dada[79].

- Jefim Golyscheff expose à Berlin une cinquantaine d'aquarelles[80].

- La revue 391 publie, en couverture du numéro 12 de mars, une version sans la barbe de L.H.O.O.Q. de Marcel Duchamp[81].

- Yves Tanguy fait son service militaire à Lunéville (Meurthe-et-Moselle) où il rencontre Jacques Prévert[82].

- Les dadaïstes berlinois découvrent l'œuvre de Giorgio De Chirico dans la revue futuriste Valori plastici[83].

- La NRF publie la déclaration de Breton Pour Dada[84].

## Œuvres
- Céline Arnauld
  - Poèmes à clair-voies, édition L'Esprit nouveau[85]
- Jean Arp
  - Cinéma calendrier au cœur abstrait, encre sur papier[86]
  - Der Vogel selbdritt, recueil de 113 poèmes Dada illustrés de six gravures sur bois de l'auteur[31]
- Johannes Baader
  - Grandeur et décadence de l'Allemagne, assemblage
  - Grand-Plasto-Dio-Dada-Drama, architecture monumentale
  - Gutenberggedentkblatt (Hommage à Gutenberg), collage[87]

- Johannes Theodor Baargeld

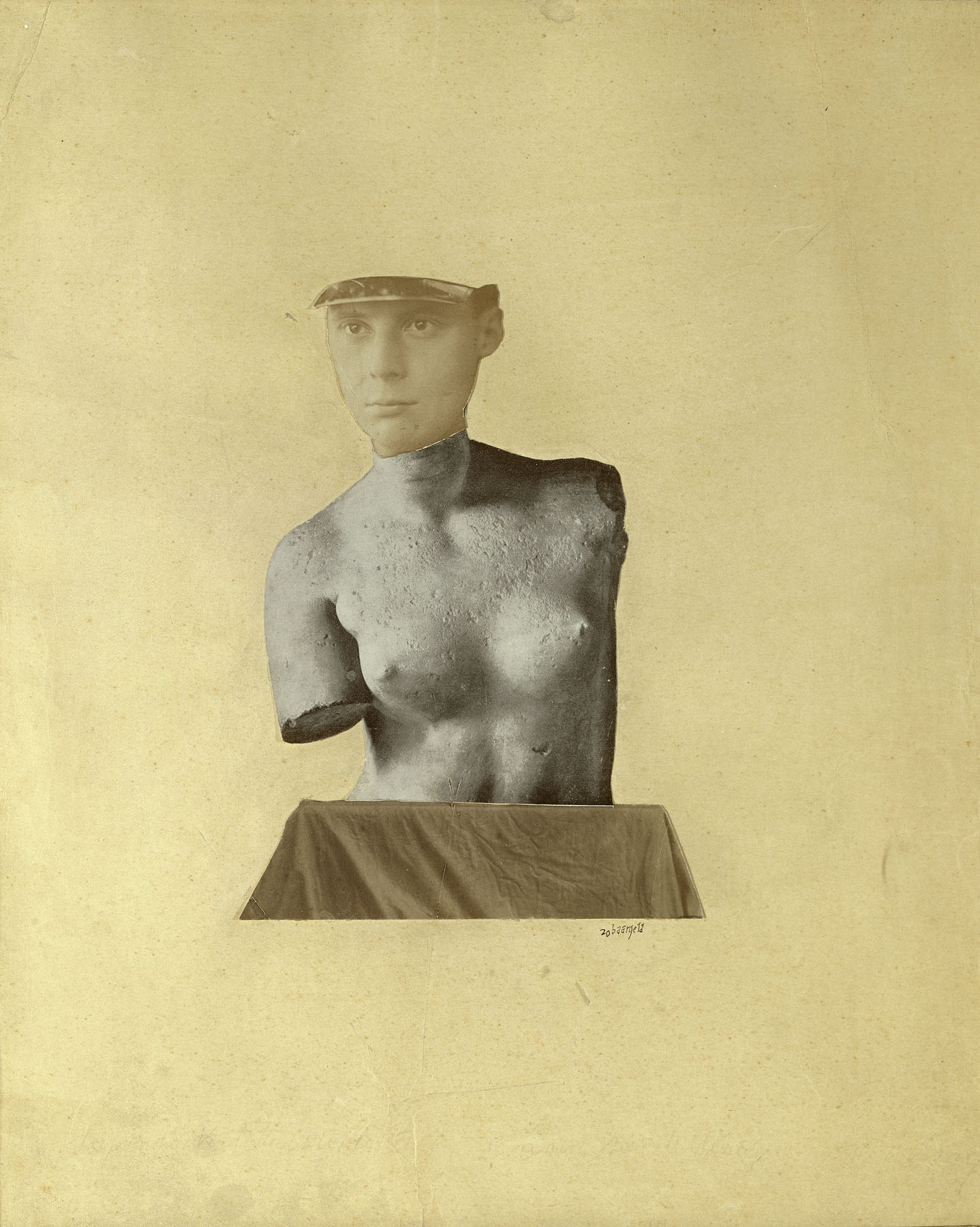
Johannes Theodor Baargeld : Typique amalgame vertical du Dada Baargeld

  - Typique amalgame vertical en tant que représentation du Dada Baargeld, collage, photo de son visage sur le buste de la Vénus de Milo[88]
- André Breton & Philippe Soupault
  - Les Champs magnétiques, textes automatiques, avec le portrait des auteurs par Francis Picabia, édité au Au sans pareil, achevé d'imprimer le 30 mai : « Prisonniers des gouttes d'eau, nous ne sommes que des animaux perpétuels »[89]
  - S'il vous plaît, texte dramatique : « Il m'arrive de faire les cent pas pendant des heures entre deux numéros de maison ou quatre arbres d'un square. Les promeneurs sourient de mon impatience, mais je n'attends personne. »[90]
  - Vous m'oublierez, texte dramatique[90]
- Otto Dix
  - Le Marchand d'allumettes, huile sur toile[91]
  - Souvenir de la galerie des glaces à Bruxelles, huile sur toile[92]
- Marcel Duchamp
  - Fresh widow, fenêtre aux carreaux peints en bleu nuit[93]
  - Rotative plaque verre (optique de précision), objet cinétique[94]
- Marcel Duchamp & Man Ray
  - Élevages de poussière, photographie des traces inscrites dans la poussière de l'atelier de Duchamp, du panneau inférieur du Grand verre[95]
- Paul Eluard
  - Les Animaux et leurs hommes, les hommes et leurs animaux, avec cinq dessins d'André Lhote[96] : « Et le langage déplaisant qui suffit aux bavards, langage aussi mort que les couronnes à nos fronts semblables, réduisons-le, transformons-le en un langage charmant, véritable, de commun échange entre nous. »
- Max Ernst
  - Au-dessus des nuages marche la minuit, huile sur toile[97]
  - Autoportrait. The Punching ball ou l'immortalitéde Buonarotti, collage, photographie et gouache sur papier[98]
  - L'Avion meurtrier, collage[99]
  - C'est le chapeau qui fait l'homme, collage au crayon, encre et aquarelle sur papier[100]
  - 1 Kupferblech…[101]
  - L'Énigme de l'Europe centrale, gouache sur motif imprimé[102]
  - L'Immortalité de Buonarotti[103]
  - La Petite fistule lacrymale qui dit tic tac, huile sur toile[104]
- Max Ernst & Jean Arp
  - Tableaux Fatagaga (pour FAbrication de TAbleaux GArantis GAzométriques), collage[105]
- Julius Evola
  - Arte astratta, poèmes, édités à Rome[106]
  - La Parole obscure du paysage intérieur, poèmes à quatre voix, édités à Rome[107]
- Théodore Fraenkel
  - La Mort du pape au pays du patinage, collage : photographie de journal montrant un groupe d'hommes en redingote et haut-de-forme et chaussés de patins à glace, tirant un traîneau sur lequel on devine un cercueil recouvert de fleurs. Le collage porte en légende : « pas de séduction / pas de sourire / pas de jolies dents »[108]
- George Grosz
  - Daum se marie avec son automate pédant, aquarelle, dessin à la plume et collage[109]
  - Paysages industriels, huile sur toile[110]
  - Republican automaton, huile sur toile[111]
- George Grosz & John Heartfield
  - Leben und treiben un Universal City um 12 Uhr 5 (Vie et mouvement à Universal City à 12h5), collage[112]
- Raoul Hausmann
  - Le Critique d'art, collage de photos, illustrations et papier journal[113]
  - Dada-cino, photomontage et collage[114]
  - Dada siegt (Dada gagne), collage[115]
  - Elasticum, collage et gouache sur Isorel[116]
  - Les Ingénieurs, aquarelle, encre et collage sur papier[117]
  - Tatlin at home, collages sur papier[118]
- Hannah Höch
  - Bürgerlisches Brautpaar (Paire de mariés bourgeois), aquarelle[119]
  - Das Schone Mädchen (La Jolie fille), photomontage[120]
- Richard Huelsenbeck
  - Deutscland muss untergehen ! Erinnerungen eines alten dadaistischen Revolutinärs (L'Allemagne doit périr ! Souvenirs d'un vieux dadaïste révolutionnaire) avec deux dessins de George Grosz[121]
  - En avant Dada : « Le dadaïste aime la vie parce qu'il peut s'en débarrasser à tout moment, la mort étant pour lui une affaire dadaïste. Le dadaïste envisage sa journée, sachant qu'un pot de fleurs peut lui tomber sur la tête. »[77]
  - Phantastische Gebete (Prières fanastiques), seconde édition par Malik à Berlin avec des caricatures de George Grosz[122]
- Marcel Janco
  - Dadaga, huile sur carton[123]
- René Magritte
  - Le Forgeron, tempera sur carton[124]
- Pierre de Massot
  - De Mallarmé à 391, essai publié et préfacé par le poète Christian à la librairie Au bel exemplaire à Saint-Raphaël (Var)[68]
- Joan Miró
  - La Table (nature morte au lapin), huile sur toile[125]
- László Moholy-Nagy
  - La Grande Roue (La Grande machine des sentiments), huile sur toile[126]
- Clément Pansaers
  - Pan-pan au cul nu du nègre avec une gravure de l'auteur[127]
- Francis Picabia
  - Jésus Christ Rastaquouère, écrit illustré par Georges Ribemont-Dessaignes, édité Au Sans Pareil[128]
  - Portrait de Cézanne, objet : singe en peluche collé sur une toile[129]
  - Portrait de Tristan Tzara, dessin[130]
  - Tableau Rastadada, papier imprimé (photographie de magazine) troué, découpé avec collages superposés[131]
  - La Sainte-Vierge, encre sur papier[132]
  - Unique eunuque, avec un portrait de l'auteur par  lui-même et une préface de Tristan Tzara, édité Au Sans Pareil[122]
  - Portrait Dada de Germaine Everling, gouache et collage sur carton[133]
- Man Ray
  - Dancer ou Danger, peinture à l'aérographe[134]
  - Obstruction, assemblage de cintres (à zibule) en bois[135]
  - The Coat-stand, modèle et objet composite[136]
- Georges Ribemont-Dessaignes
  - Grand musicien[137]
- Erik Satie
  - Musique d'ameublement[85]
- Christian Schad
  - Trépanation indienne (Maternité), bois peint et métal[138]
- Rudolf Schlichter
  - Die tote Welt, huile sur toile[139]
  - Usines miracles, collage[140]
- Georg Scholz
  - Industriebauren, huile sur toile[141]
- Kurt Schwitters
  - Formes dans l'espace[142]
  - Forces disjointes, peinture et assemblage de matériaux[143]
  - Mz 158. Das Kostbild (L'Addition), collage[144]
- Philippe Soupault
  - Hôtels
  - Rose des vents, poème avec quatre dessins de Marc Chagall édité Au Sans Pareil : « L'avion tisse les fils télégraphiques / et la source chante la même chanson / au rendez-vous des cochers l'apéritif est orangé / mais les mécaniciens des locomotives ont les yeux blancs / la dame a perdu son sourire dans les bois. »[145]

- Sophie Taeuber-Arp

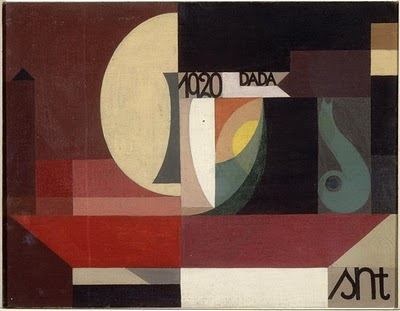
Sophie Taeuber-Arp : Composition Dada

  - Taches quadrangulaires évoquant un groupe de personnage, huile sur toile[146]
- Tristan Tzara
  - Cinéma calendrier du cœur abstrait / maisons, recueil de poèmes illustré de bois de Jean Arp[147]